# Điền Tụng Nghiêu
Điền Tụng Nghiêu, 田颂尧 (1888 – 1975) là quân phiệt Tứ Xuyên và sau là tướng lĩnh Quốc dân đảng.
Điền Tụng Nghiêu sinh năm 1888 tại Giản Dương, Tứ Xuyên. Điền gia nhập quân đội Tứ Xuyên và vươn lên vị trí chỉ huy trung đoàn kỵ binh của Sư đoàn 2, Quân đoàn 1. Ông cũng là tư lệnh đồn trú Thành Đô từ năm 1916 - 1918. Năm 1918, Điền được thăng chức Tư lệnh Lữ đoàn 41, Sư đoàn 21 của Chính phủ Bắc Dương. Cùng năm Điền lên chức Tư lệnh Sư đoàn 21 và giữ vị trí này đến năm 1925.
Năm 1925, Điền giữ chức Phó chủ nhiệm Cục Quân vụ Tứ Xuyên, và đến năm 1926 trở thành Tư lệnh đồn trú Tây Bắc Tứ Xuyên, chỉ huy Quân đoàn 29. Từ năm 1927 – 1928, ông là ủy viên Ủy ban Quân sự Quốc dân. Từ năm 1928 - 1933 ông là Chủ nhiệm Cục Dân vụ và ủy viên Chính phủ tỉnh Tứ Xuyên.
Năm 1933, ông quay lại nắm giữ quân vụ, nhậm chức Tư lệnh tiểu phỉ vùng biên giới Tứ Xuyên-Sơn Tây, rồi từ năm 1933 - 1935 là Tư lệnh Biệt đội 2, Tổng hành dinh tiểu phỉ Tứ Xuyên, đóng vai trò không đáng kể trong việc ngăn chặn Hồng quân trên đường Vạn lý Trường chinh qua Tứ Xuyên. Năm 1936 ông là ủy viên Ủy ban Quân sự Quốc dân nhưng không có quyền lực gì. Đây có thể là lý do khiến ông nổi dậy chống lại Chính phủ Quốc dân vào năm 1949. Về sau ông là ủy viên Hội nghị Chính trị Hiệp thương nhân dân Trung Hoa tỉnh Tứ Xuyên. Ông mất tại Thành Đô ngày 25 tháng 10 năm 1975.